# Bouffée délirante
Bouffée délirante – jest zaburzeniem psychicznym należącym do kręgu psychoz, charakteryzuje się nagłym początkiem, burzliwym i wielopostaciowym obrazem klinicznym, krótkim czasem trwania oraz pomyślnym rokowaniem. W jego przebiegu mogą wystąpić halucynacje, urojenia, pobudzenie psychomotoryczne, a także nagłe zachowania agresywne. Pojęcie to zostało wprowadzone w 1886 roku przez francuską szkołę psychiatrii (dosłownie oznacza „powiew szaleństwa”). Aktualnie termin ten jest stosowany rzadko. Zgodnie z klasyfikacją ICD-10 zaburzenia o obrazie Bouffée délirante zaliczane są do grona ostrych wielopostaciowych zaburzeń psychotycznych i kodowane jako F23.